# クヴェンランド
クヴェンランド(資料によりKvenland、Cwenland、Kanlandi、など）は、フェノスカンジアの一地域が古い時代にそう呼ばれていた名前である。
クヴェンランドは、9世紀のノルウェーの史料、および12世紀から13世紀に書かれたアイスランド語の文献から知られているだけである。
国名としてのクヴェンランドは、2千年紀初頭にはすでに普通に使われる名前ではなくなっていたようである。
古代にクヴェンランドがあった場所に関しては大いに議論されているところである。
すでにある情報源は何通りもの解釈ができるが、決定的な解釈はない。
また、「Kven」という名前の起源も明らかではない。